# Canyamars
Canyamars es uno de los tres núcleos que hay en el municipio de Dosríus, en la comarca del Maresme. El núcleo se encuentra en el fondo de un valle, entre las sierras del Corredor y de Montalt. Destacan la Iglesia de San Esteban (gótica, siglo X); el Santuario del Corredor (siglo XVI); el Dolmen de Ca l'Arenes y el Pozo de hielo de Canyamars. El vecino de Canyamars que históricamente tiene más relevancia es Joan de Canyamars, que era un labrador "remença"  que fue autor de un regicidio frustrado contra Fernando el Católico en 1492.

## Eventos
- Cabalgata de Reyes, en el que los Reyes llevan regalos personalizados a los niños del pueblo de Canyamars y les entregan personalmente.
- Asamblea de la Hermandad de Canyamars, el 3.º domingo después de Semana Santa
- Plantada del Mayo, el 30 de abril
- Encuentro del Corredor el 1.º de mayo
- Fiesta mayor en julio
- Encuentro de sardanas, en septiembre
- Feria Bosque Medieval, en octubre